# کلیربلو
کلیربلو (انگلیسی: Clearblue) شرکت فناوری اطلاعات سوئیسی است، که در سال ۱۹۸۵ تأسیس شد.